# Марийка Георгиева
Марийка (Мара) Георгиева (Междуречка) е участник в комунистическото съпротивително движение по време на Втората световна война, българска партизанка.

## Биография
Марийка Георгиева е родена на 29 януари 1924 година в град Горна Джумая. Участва в комунистическото съпротивително движение в България през Втората световна война от 1941 година. През 1943 година става партизанка от Горноджумайският партизански отряд „Никола Калъпчиев“. Сътрудничи си активно с Никола Парапунов. След разрива между Тито и Сталин през 1948 година се премества да живее в Скопие. Там в периода 1951-1952 година е председател на Дружеството на емигрантите от Пиринска Македония.